# 表面素励起
表面素励起（ひょうめんそれいき、英: surface elementary excitation）とは、固体表面に局在した集団的振動を量子化したものの総称。
固体内部における種々の素励起（フォノン、プラズモン、マグノンなど）に対応し、表面が存在することにより、表面平行方向には波動として振る舞い、垂直方向には表面から遠ざかると指数関数的に減衰するような、表面に局在した集団的振動が存在する。これらの振動を量子化したものを表面フォノン、表面プラズモン、表面マグノンなどと呼び、総称して表面素励起と呼ぶ。
半無限弾性体の表面波として知られるレイリー波は表面フォノンの波長の長い場合の1つのモードに対応している。レイリー波では質点は，表面に垂直で波の進行方向に平行な平面内で楕円運動を行う。
表面プラズモンについては、固体内のプラズマ振動数{\displaystyle \omega _{p}}に対して{\displaystyle 1/{\sqrt {2}}}倍の振動数が対応することが知られている。
表面素励起は電子エネルギー損失分光法(EELS)によって実際に観察される。